# Kolektor frakcí

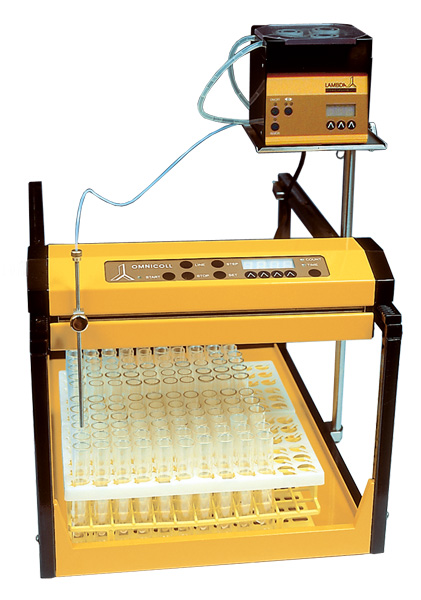
Kolektor frakcí

Kolektor frakcí je automatický nebo poloautomatický laboratorní přístroj pro sběr frakcí, které vznikají při oddělování směsi pomocí sloupcové (kolonové) chromatografie. Komerčně vyráběné kolektory frakcí sestávají z nosné části se sběrnými nádobami (například se zkumavkami) a elektronicky nebo pneumaticky řízeným pohonem, který způsobuje to, že sběrné nádoby jsou jedna po druhé posouvány do sběrného místa.